# 亚特兰大联邦储备银行
亞特蘭大聯邦準備銀行（英語：Federal Reserve Bank of Atlanta），簡稱亞特蘭大聯準銀行（Atlanta Fed），為美國12個聯邦準備銀行之一，管轄聯邦準備制度的第6聯邦準備區。

## 概要
亞特蘭大聯邦準備銀行管轄的第6聯邦準備區涵蓋阿拉巴马州、佛罗里达州和佐治亚州，田纳西州東部三分之二大約74个县、路易斯安那州南部38个教区以及密西西比州南部43个县。亞特蘭大聯準銀行總部設在喬治亞州亞特蘭大，其餘分別設有伯明罕分行、傑克孫維分行、邁阿密分行、納許維爾分行及紐奧良分行。

## 經濟預測
亞特蘭大聯邦準備銀行開發並維護「GDPNow」，為一用於估算美國當季實質GDP成長率的即時經濟預測模型。該模型根據已公布的經濟數據（如零售銷售額、工業生產、進出口等），動態更新預測結果，常被引用於媒體與市場分析中。

## 外部連結
- 亚特兰大联邦储备银行（页面存档备份，存于）
- 亚特兰大联邦储备银行總裁（页面存档备份，存于）

第6聯邦準備區地圖

- Historical resources by and about the Federal Reserve Bank of Atlanta（页面存档备份，存于） including annual reports back to 1915

33°46′57″N 84°23′7″W / 33.78250°N 84.38528°W